# Mantovití
Mantovití (Myliobatidae; Bonaparte, 1838) je čeleď paryb z řádu pravých rejnoků, která je typická tvarem svého těla a pohybem, zdánlivě připomínajícím ptačí let. Čeleď zahrnuje 7 rodů.

## Rody
- siba
  - Myliobatis
  - Rhinoptera
  - Pteromylaeus
  - Aetobatus
  - Aetomylaeus
- manta
  - Manta
  - Mobula